# Tierschutzgesetz (Deutschland)
Das Tierschutzgesetz (TierSchG) in Deutschland ist als Gesetz zu dem Zweck erlassen worden, „aus der Verantwortung des Menschen für das Tier als Mitgeschöpf dessen Leben und Wohlbefinden zu schützen“ (§ 1 Satz 1). Der Grundsatz des Tierschutzgesetzes lautet: „Niemand darf einem Tier ohne vernünftigen Grund Schmerzen, Leiden oder Schaden zufügen“ (§ 1 Satz 2).
Das Tierschutzgesetz beruht heute verfassungsrechtlich auf dem Staatsziel des Tierschutzes nach Artikel 20a des Grundgesetzes für die Bundesrepublik Deutschland. Es umfasst die wesentlichen Vorschriften zur Tierhaltung, zur Tötung von Tieren (Schlachtung), Eingriffe und Versuche an Tieren sowie zahlreiche Regelungen zur Zucht und zum Handel mit Tieren. Das Gesetz ist vor allem verwaltungsrechtlich gestaltet, so dass es die Tierhaltung von Nutztieren teilweise unter Erlaubnisvorbehalt stellt.

## Inhalte
§ 1 Grundsatz: „Zweck dieses Gesetzes ist es, aus der Verantwortung des Menschen für das Tier als Mitgeschöpf dessen Leben und Wohlbefinden zu schützen. Niemand darf einem Tier ohne vernünftigen Grund Schmerzen, Leiden oder Schäden zufügen.“
Der „vernünftige Grund“ im Sinne des § 1 S. 2 ist ein zentraler Begriff des Tierschutzgesetzes. Auf ihn wird etwa bei der Schlachtung oder bei Tierversuchen verwiesen. Er liegt vor, „wenn er als triftig, einsichtig und von einem schutzwürdigen Interesse getragen anzuerkennen ist und wenn er unter den konkreten Umständen schwerer wiegt als das Interesse des Tieres an seiner Unversehrtheit und an seinem Wohlbefinden“. Ein Synonym dafür kann „nachvollziehbar“ sein.
Die §§ 2 und 3 beschäftigen sich mit der Haltung und Nutzung von Tieren durch Menschen und sonstige Personen.
In §§ 4 bis 4c wird das Töten von Wirbeltieren behandelt – einschließlich der Schlachtung sowie der Entnahme von Organen oder Gewebe zu wissenschaftlichen Zwecken.
Die §§ 5 bis 6a regeln Eingriffe an Tieren, insbesondere durch Betäubung (§ 5) und vollständiges oder teilweises Amputieren von Körperteilen (Kupieren) oder vollständiges oder teilweises Entnehmen oder Zerstören von Organen oder Geweben bei Wirbeltieren (§ 6).
In den §§ 7 bis 9 werden Tierversuche reglementiert.
In § 10 wird der Tierschutzbeauftragte behandelt.
In § 11 bis 11c sind Zucht, Abgabe, Haltung und Handel geregelt – auch zu Versuchen und mit Qualzucht (§ 11b).
Der § 12 regelt den Handel und die Haltung von Tieren, die durch tierschutzwidrige Handlungen geschädigt wurden.
Die §§ 13 bis 13b enthalten sonstige Bestimmungen zum Schutz der Tiere, insbesondere Ermächtigungen zum Erlass von Rechtsverordnungen wie beispielsweise sog. Katzenschutzverordnungen.
Die §§ 14 bis 16j regeln die Durchführung einschließlich Behördenorganisation und -maßnahmen.
Die §§ 17 bis 20a bestimmen Strafen und Bußgelder und ermächtigen die Verfolgungsbehörden, betroffene Tiere einzuziehen und Haltungs- und Betreuungsverbote zu verhängen.

## Geschichte

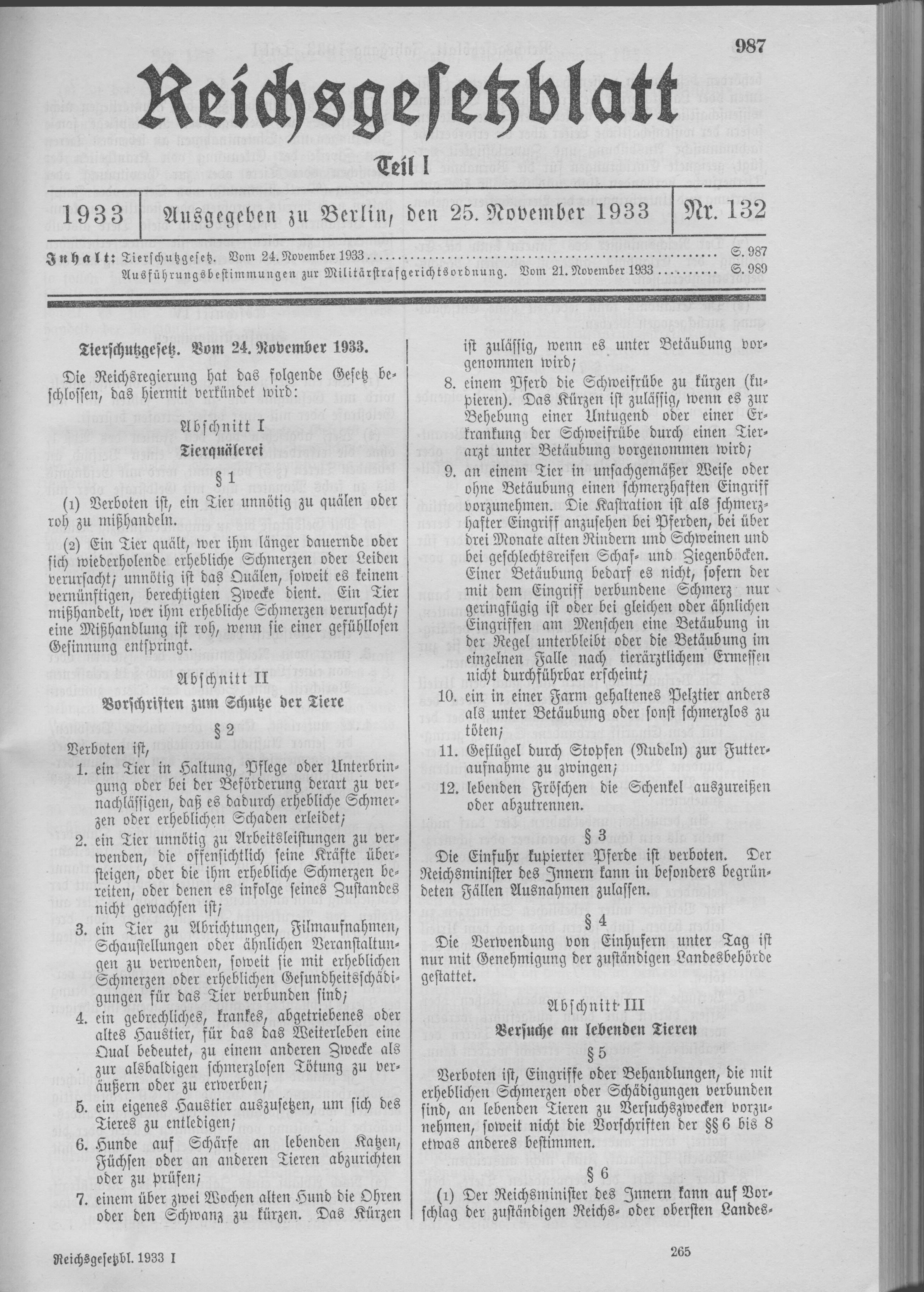
Tierschutzgesetz vom 24. November 1933

Seit dem frühen 19. Jahrhundert gab es in den meisten deutschen Königreichen und Fürstentümern rechtliche Bestimmungen zum Tierschutz bzw. zum Verbot der Tierquälerei.
Das Reichsstrafgesetzbuch von 1871 bestrafte Tierquälerei zunächst nur, wenn die Tat öffentlich oder in Ärgernis erregender Weise begangen wurde (§ 360 Nr. 13 a. F.). Durch Gesetz vom 26. Mai 1933 wurde in § 145 b eine Strafvorschrift gegen Tierquälerei eingefügt, die nur wenige Monate galt.
Das erste eigenständige Tierschutzgesetz (Reichstierschutzgesetz) wurde am 24. November 1933 verabschiedet. Obwohl ideologisch propagiert, wurde der Tierschutz im Nationalsozialismus den ökonomischen Zielen untergeordnet.
Ein neues Tierschutzgesetz wurde 1972 beschlossen, nachdem die Öffentlichkeit unter anderem durch Publikationen von Horst Stern sensibler wurde. Wesentliche Aspekte aus dem Reichstierschutzgesetz flossen ein.
Im Mai 2002 wurde der Tierschutz auch in das Grundgesetz aufgenommen, um ihm mehr Gewicht zu verleihen.
Eine Novellierung des Tierschutzgesetzes trat am 13. Juli 2013 in Kraft unter anderem mit Bestimmungen zu den Versuchstierrichtlinien, zum Verbot vor erzwungenen sexuellen Handlungen (Zoophilie), zum Verbot der Qualzucht und zur Nutztierhaltung.
Am 1. Januar 2022 trat der neue § 4 c in Kraft, der das Kükentöten grundsätzlich verbietet.

## Kritik
Laut der Albert Schweitzer Stiftung für unsere Mitwelt „widersprechen die aktuellen Bedingungen der konventionellen Rinderhaltung den Gedanken von § 2 Nr. 1 und Nr. 2 des Tierschutzgesetzes, nach denen Tiere ihrer Art und ihren Bedürfnissen entsprechend angemessen gehalten werden sollen und die Möglichkeit der Tiere zur artgemäßen Bewegung nicht so eingeschränkt werden darf, dass ihnen Schmerzen oder vermeidbare Leiden oder Schäden zugefügt werden“. Kastrieren und Enthornen, welche aufgrund der Ausnahmeregelung § 5 Abs. 3 Satz 1. und 2 Tierschutzgesetz bis zur 6. bzw. 4. Woche ohne Betäubung ausgeführt werden, seien wissenschaftlichen Studien zufolge als äußerst schmerzhaft einzustufen und sollten komplett verboten werden.
Tierschützer und Tierrechtler kritisieren das Tierschutzgesetz auch nach der 2013 in Kraft getretenen Reform. Oberflächlich betrachtet scheine die Reform zu Verbesserungen beizutragen, intensivere Begutachtungen zeigten jedoch, dass teilweise das Gegenteil bewirkt werde. Qualzüchtungen für Haus- und Massentierhaltung seien weiterhin an der Tagesordnung, ebenso wie Amputationen von Ringelschwänzen, Schnabelspitzen oder beispielsweise Zehengliedern, die ohne Betäubung erfolgen. Nachdem das Verbot von Wildtieren in Zirkussen geplant war, sei man nun darauf ausgewichen, dass erhebliche Leiden bei den Tieren bewiesen werden müssen und es keine andere Möglichkeit geben darf, das Leid der Tiere auf ein „vertretbares Maß“ zu reduzieren. Des Weiteren waren zu diesem Zeitpunkt Tierversuche, die zu Bildungszwecken durchgeführt wurden, lediglich anzeigepflichtig. Die EU-Tierversuchsrichtlinie 2010/63/EU sieht jedoch vor, dass alle Versuchsvorhaben auf ihre Unerlässlichkeit und ethische Vertretbarkeit hin geprüft werden müssen. In Berlin wurden beispielsweise 3,4 % aller Tiere zu Aus-, Fort- und Weiterbildungszwecken verwendet. Als Folge des Vertragsverletzungsverfahrens, das die EU-Kommission gegen Deutschland aufgrund mangelnder Umsetzung der Richtlinie 2010/63/EU zwischen 2018 und 2022 führte, müssen seitdem alle Tierversuche, die zuvor nur angezeigt wurden, nun gemäß § 8a Tierschutzgesetz einem vereinfachten Genehmigungsverfahren unterzogen werden. Tierschutzvereine kritisieren, dass diese Änderung eine Anpassung an das EU-Recht vortäusche und keine ausreichende inhaltliche Anpassung an das EU-Recht stattgefunden habe.

### Tierversuche
Die EU-Kommission kritisierte zahlreiche Mängel in der nationalen Umsetzung der EU-Tierversuchsrichtlinie 2010/63/EU in deutsches Recht und strengte daher 2018 ein Vertragsverletzungsverfahren gegen Deutschland mit der Fallnummer INFR(2018)2207 an. Dahingehende Hinweise erhielt die EU-Kommission von der Deutschen Juristischen Gesellschaft für Tierschutzrecht und dem Deutschen Tierschutzbund. Die EU-Kommission sah unter anderem Mängel bei Kontrollen, Personalkompetenzen und der Anwesenheit von Veterinären. Juristische Gutachter stellten mehr als 30 teilweise gravierende Fehler zu Lasten der Tiere fest. Die schwerwiegendsten Fehler betrafen unter anderem das Genehmigungsverfahren für Tierversuchsvorhaben. Die Richtlinie gibt vor, dass alle Tierversuche ein Genehmigungsverfahren und eine umfassende Projektbewertung durchlaufen müssen. Für einige Tierversuche galt bis dahin allerdings eine reine Anzeigepflicht bei der Behörde. Blieb daraufhin eine Reaktion der Behörde aus, durfte der Versuch durchgeführt werden. Das seitdem eingeführte vereinfachte Genehmigungsverfahren erfüllt laut Tierschutzorganisationen das EU-Recht nicht, laut dem eine Prüfung auf Unerlässlichkeit und ethische Vertretbarkeit eines jeden Tierversuchs stattfinden müssten.

## Vorhaben zur Änderung des Gesetzes
Das Bundeslandwirtschaftsministerium hat im Februar 2024 den „Entwurf eines Gesetzes zur Änderung des Tierschutzgesetzes und des Tiererzeugnisse-Handels-Verbotsgesetzes“ veröffentlicht, zu dem die Länder und Verbände bis zum 1. März 2024 Stellung nehmen konnten. Der Gesetzesentwurf löst Kontroversen im Bereich der Tierversuche aus.
Das Bundesministerium schreibt in der allgemeinen Begründung:
Durch die Aufnahme des Tierschutzes als Staatszielbestimmung in das Grundgesetz (GG) ist dem Tierschutz in Deutschland ein deutlich stärkeres Gewicht zugekommen. Durch das Einfügen der Wörter „und die Tiere“ in Artikel 20a GG erstreckt sich der Schutzauftrag seit 2002 auch auf Tiere. Dem ethischen Tierschutz wurde damit Verfassungsrang verliehen. Weder der Tierschutz noch mit ihm konkurrierende Verfassungsgüter besitzen seither einen generellen Vorrang. Im Konfliktfall ist im Rahmen der Abwägung und unter Berücksichtigung der falltypischen Gestaltung sowie der besonderen Umstände zu entscheiden, welches verfassungsrechtlich geschützte Gut zurückzutreten hat. In der Gesamtbilanz der vergangenen zwanzig Jahre zeigt sich jedoch, dass in verschiedenen Bereichen des Umgangs mit Tieren nach wie vor Defizite bestehen. Den Tierschutz zu verbessern hat daher eine hohe Priorität.
Unter Verweis auf den Koalitionsvertrag für die Legislaturperiode 2021–2025 „Mehr Fortschritt wagen - Bündnis für Freiheit, Gerechtigkeit und Nachhaltigkeit“ heißt es weiter u. a.:
Voraussetzung für die Umsetzung dieser Vereinbarungen ist unter anderem auch das vorliegende Gesetz zur Änderung des Tierschutzgesetzes, mit dem Rechts- und Vollzugslücken im Bereich des Tierschutzes geschlossen und die bestehenden tierschutzrechtlichen Regelungen an aktuelle wissenschaftliche und praktische Erkenntnisse angepasst werden. Ziel ist es, den Tierschutz bei der Haltung und Nutzung von Tieren umfassend zu stärken.
So sieht der Gesetzentwurf vor:
„Durch die Änderung, Ergänzung oder Ersetzung bereits bestehender Regelungen zum Schutz von Tieren sowie durch den Erlass und die Ergänzung von Ermächtigungsgrundlagen im Tierschutzgesetz sollen bestehende Defizite behoben werden. Dabei sind insbesondere folgende Änderungen und Ergänzungen hervorzuheben:
- Das grundsätzliche Verbot Tiere angebunden zu halten.
- Die Reduzierung der Durchführung nicht-kurativer Eingriffe.
- Die Verpflichtung zur Identitätsmitteilung im Online-Handel mit Heimtieren.
- Die Einführung einer Videoüberwachung in Schlachthöfen.
- Das Ausstellungs- und Werbeverbot für Tiere mit Qualzuchtmerkmalen.
- Das Verbot des Haltens und Zurschaustellens bestimmter Tiere an wechselnden Orten.
- Die Erhöhung des Straf- und Bußgeldrahmens.“

Weitere vorgesehene Reglungen des Entwurfs werden bezeichnet als „wichtige Neuerungen, mit denen die tierschutzrechtlichen Vorschriften nachhaltig verbessert und an den aktuellen Erkenntnisstand angepasst werden“.
Das grundsätzliche Verbot Tiere angebunden zu halten, schließt Tiere, die zur Verwendung in einem Tierversuch bestimmt sind, aus.

### Kontroverse um die Tötung "überzähliger" Tiere
Der Referentenentwurf zur Novellierung des Tierschutzgesetzes sieht eine Verschärfung des Strafmaßes unter § 17 Tierschutzgesetz vor. Dies betrifft die beharrlich wiederholte Tötung von Wirbeltieren, Tötung aus Gewinnsucht oder solche, die eine große Anzahl von Wirbeltieren betreffen. Im Zuge des Gesetzesentwurfs entstand eine breite gesellschaftliche Debatte über die Praxis der Tötung sogenannter „Überschusstiere“. Dabei handelt es sich um Tiere, die für den Einsatz in Tierversuchen gezüchtet werden, jedoch nicht zu diesen Zwecken verwendet und schlussendlich getötet werden. In Deutschland betrifft dies jährlich mehrere Tausend Tiere; im Jahr 2022 lag die Zahl bei etwa 1,77 Mio. und 2023 bei 1,37 Mio. Tieren. Die grundsätzliche Bedingung der Strafbarkeit blieb durch den Referentenentwurf unverändert. Die Norm sollte lediglich durch eine Qualifizierung ergänzt werden. Dennoch wurde nach der Veröffentlichung des Referentenentwurfs wiederholt die Befürchtung geäußert, dass die vorgeschlagene Gesetzesänderung eine Gefährdung der tierexperimentellen Forschung und eine Bedrohung tierexperimentell Forschender darstelle. In der späteren Gesetzesbegründung der Kabinettsfassung wurde zwar klargestellt: „Mit der Änderung werden nicht spezifisch die Bedingungen oder Umstände der Wissenschaft und/oder Forschung fokussiert. Insbesondere an der Frage, ob ein vernünftiger Grund bei der Tötung überzähliger Versuchstiere im Einzelfall gegeben ist oder nicht, wird durch die Änderungen nichts geändert“. Gleichzeitig hielt die Gesetzesbegründung aber auch fest: „Im Zusammenhang mit Tierversuchen ist ein vernünftiger Grund für die Tötung überzähliger Tiere insbesondere dann anzunehmen, wenn die Zucht und Verwendung der Tiere sorgfältig geplant wurde und die Einrichtung alle ihr zur Verfügung stehenden zumutbaren Maßnahmen ergriffen hat, um das Entstehen überzähliger Tiere zu vermeiden und eine weitere Verwendung der Tiere außerhalb des konkreten Tierversuchs nach Einschätzung der verantwortlichen Person nicht erfolgen kann.“ Im Zuge dessen legte die Bundesregierung eine Änderung der Tierschutz-Versuchstierverordnung vor, in der der Begriff des „vernünftigen Grundes“ für die Tötung eines Tieres mit der sogenannten „Kaskadenregelung“ verknüpft wird. Diese Regelung sieht vor, dass ein vernünftiger Grund für die Tötung von „Überschusstieren“ dann vorliegt, wenn die Tiere trotz sorgfältiger Zuchtplanung entstehen, trotz Zweitnutzungsprüfung keiner alternativen Verwendung zugeführt werden können und die Kapazitäten zur artgerechten Haltung und Pflege der Tiere an den jeweiligen Einrichtungen ausgeschöpft sind. Tierschutzorganisationen kritisieren, dass diese Kriterien nicht streng genug überprüfbar seien und die Vermittlung (Rehoming) oder dauerhafte Unterbringung „überzähliger“ Tiere im Sinne der EU-Tierversuchsrichtlinie nicht einbeziehen. Zudem bestand die Sorge, dass mit Einführung der Kaskadenregelung eine Einzelfallprüfung, im Rahmen des § 17 Tierschutzgesetz, nicht mehr stattgefunden hätte. Darüber hinaus wurde kritisiert, dass die Regelung im Widerspruch zur aktuellen Rechtsprechung stehe, nach der mehrere höchstrichterliche Urteile rein wirtschaftliche Gründe oder Kapazitätsmangel nicht als vernünftigen Grund für die Tötung eines Tieres anerkennen.